# Кубок России по баскетболу 2005/2006
5-й Кубок России по баскетболу среди мужских команд — проводился с 9 сентября 2005 г. по 21 апреля 2006 года под эгидой РФБ.

## Формат
На первом этапе (стадия 1/64) команды были разбиты по территориальному признаку на 6 групп: 3 группы по 4 команды, 2 группы по 5 команд и одна группа из 8 команд, которая, в свою очередь, была разбита на 2 подгруппы по 4 команды каждая.
Победители групп с 5 командами выходили сразу в 1/16 финала соревнования. 3 победителя в группах из 4 команд вышли в 1/32 финала, где разыграли, вместе с не участвовавшей в 1-м раунде уфимской командой, 2 путевки в 1/16 финала. Участники группы из 8 команд распределили в рамках 1-го этапа итоговые места в группе и разыграли одну путевку сразу в 1/16 финала.
Начиная с 1/32 все стадии турнира прошли по олимпийской системе. Команды низших дивизионов начали борьбу за трофей со стадии 1/64 финала, команды Суперлиги А со стадий 1/16 и 1/8 финала (с 1/8 в борьбу вступили команды, занявшие места с 1 по 4-е в прошлогоднем чемпионате).
«Финал 4-х» прошёл в Химках с 19 по 21 апреля в баскетбольном центре Московской области. 19 апреля в 16:00 по московскому времени прошёл полуфинальный матч ЦСКА — УНИКС, в 20:00 – Химки — Динамо МО. В перерыве между полуфиналами (19:00) состоялась церемония открытия турнира. 21 апреля – матч за 3-е место (16:00) и финал (19:00).

## Предварительный этап
Для матчей плей-офф первым указан хозяин площадки, в случае с 2-раундовым противостоянием – хозяин первого матча.

### 1/64 финала
Группа А
|    | Команда                      | Игр | Поб | Пор | Заб | Пр | Раз |
| -- | ---------------------------- | --- | --- | --- | --- | -- | --- |
| 1. | Волжанин (Волжский)          | 0   | 0   | 0   | 0   | 0  | 0   |
| 2. | Кубань-Локомотив (Краснодар) | 0   | 0   | 0   | 0   | 0  | 0   |
| 3. | Динамо-АГУ (Майкоп)          | 0   | 0   | 0   | 0   | 0  | 0   |
| 4. | Ставрополь-Пограничник       | 0   | 0   | 0   | 0   | 0  | 0   |
| 5. | Университет (Нальчик)        | 0   | 0   | 0   | 0   | 0  | 0   |

Результаты матчей группы А неизвестны. В 1/16 финала прошел Волжанин.
Источник: 
Группа Б
Все матчи состоялись в Липецке.
|    | Команда         | Игр | Поб | Пор | Заб | Пр  | Раз |
| -- | --------------- | --- | --- | --- | --- | --- | --- |
| 1. | ЦСКА-молодёжная | 3   | 3   | 0   | 296 | 247 | +49 |
| 2. | БК Липецк       | 3   | 2   | 1   | 305 | 266 | +39 |
| 3. | Витязь (Рязань) | 3   | 1   | 2   | 249 | 274 | –25 |
| 4. | Скиф (Воронеж)  | 3   | 0   | 3   | 253 | 316 | –63 |

- ЦСКА-молодёжная – Витязь — 95:84 (23:21, 23:17, 29:26, 20:20)
- БК Липецк – Скиф — 121:95 (30:32, 37:16, 29:24, 25:23)
- БК Липецк – ЦСКА-молодёжная — 88:95 (24:30, 23:24, 18:17, 23:24)
- Скиф – Витязь — 83:89 (16:18, 20:19, 17:22, 30:30)
- ЦСКА-молодёжная – Скиф — 106:75 (21:24, 30:20, 28:22, 27:9)
- БК Липецк – Витязь — 96:76 (29:24, 25:23, 23:11, 19:18)

Источник:  (недоступная ссылка)
Группа В
Все матчи состоялись в Новокуйбышевске.
|    | Команда                    | Игр | Поб | Пор | Заб | Пр  | Раз |
| -- | -------------------------- | --- | --- | --- | --- | --- | --- |
| 1. | Олимп (Новокуйбышевск)     | 3   | 3   | 0   | 300 | 245 | +55 |
| 2. | НБА-ТЭЛМА НН               | 3   | 2   | 1   | 285 | 247 | +38 |
| 3. | Рускон-Мордовия (Саранск)  | 3   | 1   | 2   | 239 | 276 | –37 |
| 4. | Планета-Университет (Ухта) | 3   | 0   | 3   | 212 | 268 | –56 |

- НБА-ТЭЛМА – Планета-Университет — 89:63 (24:21, 23:17, 20:15, 22:10)
- Рускон-Мордовия – Олимп — 75:101 (18:27, 14:31, 20:24, 23:19)
- Планета-Университет – Олимп — 72:94 (29:35, 16:17, 14:19, 13:23)
- Рускон-Мордовия – НБА-ТЭЛМА — 79:98 (15:24, 15:20, 23:26, 26:28)
- Планета-Университет – Рускон-Мордовия — 77:85 (22:27, 11:13, 23:17, 21:28)
- НБА-ТЭЛМА – Олимп — 98:105 (24:22, 32:26, 25:28, 17:29)

Источник:  (недоступная ссылка)
Группа Г
Все матчи состоялись в Санкт-Петербурге.
|    | Команда                     | Игр | Поб | Пор | Заб | Пр  | Раз |
| -- | --------------------------- | --- | --- | --- | --- | --- | --- |
| 1. | УОР-ЛенВО (Санкт-Петербург) | 3   | 3   | 0   | 288 | 230 | +58 |
| 2. | БК Тула (Тула)              | 3   | 2   | 1   | 260 | 246 | +14 |
| 3. | Академия-Глобус (Киров)     | 3   | 1   | 2   | 250 | 255 | –5  |
| 4. | Университет (Ижевск)        | 3   | 0   | 3   | 212 | 279 | –67 |

- ЛенВО – Университет — 83:71 (33:16, 11:22, 15:20, 24:13)
- ЛенВО – БК Тула — 105:83 (26:13, 33:25, 24:25, 22:20)
- Академия-Глобус – Университет — 110:64 (26:21, 29:14, 20:16, 35:13)
- ЛенВО – Академия-Глобус — 100:76 (24:21, 27:20, 24:23, 25:12)
- Университет – БК Тула — 77:86 (24:28, 14:14, 23:15, 16:29)
- Академия-Глобус – БК Тула — 64:91 (24:15, 12:12, 19:30, 9:34)

Источник: 
Группа Д
|    | Команда                       | Игр | Поб | Пор | Заб | Пр | Раз |
| -- | ----------------------------- | --- | --- | --- | --- | -- | --- |
| 1. | Тобольск-Нефтехим             | 0   | 0   | 0   | 0   | 0  | 0   |
| 2. | Динамо-Теплострой (Челябинск) | 0   | 0   | 0   | 0   | 0  | 0   |
| 3. | Университет (Магнитогорск)    | 0   | 0   | 0   | 0   | 0  | 0   |
| 4. | Аверс-Университет (Сургут)    | 0   | 0   | 0   | 0   | 0  | 0   |
| 5. | УГТУ-УПИ-Урал (Екатеринбург)  | 0   | 0   | 0   | 0   | 0  | 0   |

Результаты матчей группы Д неизвестны. В 1/16 финала прошла тобольская команда.
Источник:  (недоступная ссылка)
Группа Е
Все матчи состоялись в Красноярске.
Группа ЕА
|    | Команда                 | Игр | Поб | Пор | Заб | Пр  | Раз |
| -- | ----------------------- | --- | --- | --- | --- | --- | --- |
| 1. | Жемчужина (Прокопьевск) | 3   | 3   | 0   | 291 | 252 | +39 |
| 2. | БК 17х16 (Омск)         | 3   | 1   | 2   | 268 | 281 | –13 |
| 3. | Универсал (Томск)       | 3   | 1   | 2   | 263 | 271 | –8  |
| 4. | НГУ (Новосибирск)       | 3   | 1   | 2   | 235 | 253 | –18 |

- НГУ – БК 17х16 — 85:84 (19:22, 12:22, 22:15, 32:25)
- Жемчужина – Универсал — 99:90 1ОТ (18:17, 23:18, 22:16, 19:31, 17:8)
- НГУ – Универсал — 69:80 (19:19, 13:24, 23:9, 14:28)
- БК 17х16 – Жемчужина — 81:103 (24:30, 17:20, 18:29, 22:24)
- БК 17х16 – Универсал — 103:93 (29:23, 15:27, 23:23, 36:20)
- Жемчужина – НГУ — 89:81 (22:27, 19:12, 25:16, 23:26)

Источник:  (недоступная ссылка)
Группа ЕБ
|    | Команда                       | Игр | Поб | Пор | Заб | Пр  | Раз  |
| -- | ----------------------------- | --- | --- | --- | --- | --- | ---- |
| 1. | Иркут (Иркутск)               | 3   | 3   | 0   | 278 | 181 | +97  |
| 2. | Янтарь (Северск)              | 3   | 2   | 1   | 227 | 221 | +6   |
| 3. | Енисей-2 (Красноярск)         | 3   | 1   | 2   | 219 | 217 | +2   |
| 4. | Сибирьтелеком-3 (Новосибирск) | 3   | 0   | 3   | 171 | 276 | –105 |

- БК Иркут – Янтарь — 86:55 (19:11, 16:13, 27:14, 24:17)
- Енисей-2 – Сибирьтелеком-3 — 81:48 (19:13, 25:9, 17:13, 20:13)
- БК Иркут – Енисей-2 — 99:71 (28:19, 19:22, 28:15, 24:15)
- Сибирьтелеком-3 – Янтарь — 68:102 (18:29, 16:24, 18:28, 16:21)
- БК Иркут – Сибирьтелеком-3 — 93:55 (31:14, 19:11, 19:14, 24:16)
- Енисей-2 – Янтарь — 67:70 (26:24, 13:8, 13:23, 15:15)

Источник:  (недоступная ссылка)
Плей-офф
- 1/2 за 1-4-е места: Жемчужина – Янтарь — 99:52 (24:15, 22:12, 32:16, 21:9)
- 1/2 за 1-4-е места: БК 17х16 – БК Иркут — 80:94 (26:35, 12:17, 20:25, 22:17)
- 1/2 за 5-8-е места: Универсал – Сибирьтелеком-3 — 75:59 (13:8, 18:17, 22:15, 22:19)
- 1/2 за 5-8-е места: НГУ – Енисей-2 — 68:80 (15:14, 15:25, 12:23, 26:18)
- Игра за 7-е место: Сибирьтелеком-3 – НГУ — 62:82 (18:16, 21:17, 16:26, 7:23)
- Игра за 5-е место: Универсал – Енисей-2 — 80:87 (23:28, 33:13, 14:30, 10:16)
- Игра за 3-е место: Янтарь – БК 17х16 — 82:78 (24:20, 19:22, 13:21, 26:15)
- Игра за 1-е место: Жемчужина – БК Иркут — 80:81 (20:17, 15:28, 14:18, 31:18)

Единственную путевку от группы Е в 1/16 финала завоевала иркутская команда.
Источник: , 

### 1/32 финала
- Авиабаскет (Уфа) – Олимп (Новокуйбышевск) — 73:100 (18:22, 18:36, 20:19, 17:23), 54:87 (9:27, 20:18, 9:18, 16:24)
- ЦСКА-молодёжная – ЛенВО(Санкт-Петербург) — 77:63 (19:12, 24:20, 18:16, 16:15), 71:57 (14:11, 22:15, 17:16, 18:15)

Источник: 

### 1/16 финала
- Олимп (Новокуйбышевск) – Союз (Заречный) — 77:90 (19:28, 19:26, 16:17, 23:19), 65:91 (21:23, 13:29, 14:18, 17:21)
- Дизелист (Маркс) – ЦСК ВВС-Самара — 79:82 (23:26, 20:15, 17:20, 19:21), 80:119 (30:24, 20:31, 17:35, 13:29)
- Волжанин (Волжский) – Локомотив-Ростов — 75:126 (29:32, 17:29, 20:28, 9:37), 61:107 (17:31, 16:30, 14:30, 14:16)
- Буревестник (Киров) – Спартак СПб — 90:84 (18:23, 23:21, 19:16, 30:24), 106:61 (25:19, 31:14, 29:9, 21:19)
- Северсталь (Череповец) – Динамо СПб — 68:73 (23:23, 15:17, 18:21, 12:12), 62:86 (19:16, 20:23, 16:19, 7:28)
- Тобольск-Нефтехим – ТЕМП-СУМЗ (Ревда) — 86:112 (27:21, 20:34, 17:31, 22:26), 76:115 (23:32, 16:26, 17:31, 20:26)
- Спартак-Приморье (Владивосток) – Сибирьтелеком-Локомотив (Новосибирск) — 77:65 (14:15, 20:18, 23:18, 20:14), 68:90 (17:19, 15:25, 15:20, 21:26)
- Металлург-Университет (Магнитогорск) – Урал-Грейт (Пермь) — 81:107 (20:25, 25:24, 22:27, 14:31), 66:107 (19:25, 14:25, 8:30, 25:27)
- ЦСКА-молодёжная – УНИКС-2 (Казань) — 74:87 (18:19, 20:24, 18:22, 18:22), 66:79 (22:25, 18:20, 14:18, 12:16)
- Старый Соболь (Нижний Тагил) – Университет-Югра (Сургут) — 77:104 (25:30, 20:23, 19:26, 13:25), 59:113 (14:31, 13:28, 18:26, 14:28)
- Стандарт (Тольятти) – Динамо (Московская область) — 67:78 (14:18, 26:15, 15:22, 12:23), 67:90 (16:24, 14:21, 17:16, 20:29)
- Иркут (Иркутск) – Енисей (Красноярск) — 75:98 (19:27, 24:22, 18:23, 14:26), 53:115 (17:25, 8:31, 15:31, 13:28)

Источник: , , , , , , , 

### 1/8 финала
- ЦСКА – Союз (Заречный) — 103:66 (18:16, 27:23, 28:12, 30:15), 107:46 (27:10, 28:14, 21:12, 31:10)
- ЦСК ВВС-Самара – Локомотив-Ростов — 71:79 (27:20, 13:22, 20:23, 11:14), 80:78 (17:21, 18:19, 21:24, 24:14)
- Буревестник (Киров) – Динамо СПб — 67:79 (21:26, 10:13, 22:16, 14:24), 61:91 (20:25, 15:27, 16:19, 10:20)
- УНИКС (Казань) – Темп-СУМЗ (Ревда) — 94:70 (28:17, 22:22, 17:17, 27:14), 92:70 (23:20, 21:17, 25:16, 23:17)
- Сибирьтелеком-Локомотив (Новосибирск) – Урал-Грейт (Пермь) — 86:83 (18:17, 20:31, 26:16, 22:19), 85:85 (21:20, 15:24, 22:24, 27:17)
- УНИКС-2 (Казань) – Химки — 66:114 (25:32, 15:22, 11:28, 15:32), 96:96 (24:30, 22:25, 26:21, 24:20)
- Университет-Югра (Сургут) – Динамо (Московская область) — 77:88 (18:18, 18:22, 21:26, 20:22), 72:116 (23:32, 10:34, 20:30, 19:20)
- Енисей (Красноярск) – Динамо М — 82:70 (20:23, 26:18, 16:10, 20:19), 60:112 (15:24, 18:28, 8:32, 19:28)

Источник: , , , , , , , , , , , , , 

### 1/4 финала
- ЦСКА – Локомотив-Ростов — 101:70 (22:21, 36:14, 17:15, 26:20), 83:69 (18:26, 25:9, 20:18, 20:16)
- Динамо СПб – УНИКС (Казань) — 74:73 (13:22, 20:15, 26:24, 15:12), 69:75 2ОТ (19:20, 12:16, 18:10, 9:13, 8:8, 3:8)
- Сибирьтелеком-Локомотив (Новосибирск) – Химки — 65:92 (20:27, 13:24, 11:25, 21:16), 68:91 (20:24, 15:27, 17:23, 16:17)
- Динамо (Московская область) – Динамо (Москва) — 85:96 (17:29, 21:21, 30:13, 17:33), 98:82 (17:27, 25:12, 25:21, 31:22)

Источник: , , , , , , 

## Финал четырёх

### Полуфиналы
- ЦСКА – УНИКС (Казань) — 77:63 (17:17, 23:15, 16:7, 21:24)
- Химки – Динамо (Московская область) — 81:80 (24:26, 20:21, 18:12, 19:21)

### Матч за 3-е место
- УНИКС (Казань) – Динамо (Московская область) — 77:69 (24:20, 21:15, 17:13, 15:21)

### Финал
- ЦСКА – Химки — 79:76 (17:20, 20:11, 17:15, 25:30)

Источник: , , 